# 13623 Seanwalker
13623 Seanwalker este o planetă minoră (asteroid), cu un diametru de 2,571 km, din centura de asteroizi. A fost descoperită pe 3 octombrie 1995 la Sudbury⁠(d) de Dennis di Cicco⁠(d). 
Obiectul prezintă o orbită caracterizată de o semiaxă mare de 2,2283824 UAi, o excentricitate de 0,16, o înclinație de 6,39567 ° în raport cu ecliptica.